# Panorama Grivița
Panorama Grivița a fost un clădire cu rol de expoziție situată orașul București în ultima parte a secolului XIX și în prima parte a secolului XX lângă fostul sediu al Primăriei Capitalei, pe strada Colței pe maidanul din Piața Colței.

## Clădirea
Clădirea era destul de înaltă și avea un aspect circular, remarcându-se printr-o frescă interioară asemănătoare celei de la Ateneul Român, care ilustra episoade ale Războiului de Independență. Printre acestea, au fost reprezentate luptele de la Grivița și cucerirea redutei de către soldații români.
La mică distanță de frescă se afla un balcon circular, care permite privirea ei de aproape. Având o valoare apreciabilă dar fără a fi excepțională, pictura cu rol patriotic era bine executată, dând impresia de relief personajelor. Astfel, luptătorii din planurile din față apăreau privitorilor aproape în mărime naturală.
Loc de atracție ce putea reprezenta un  punct de întâlnire pentru bucureșteni, în perioada 1910-1916 localul a servit drept sediu al societății Tinerimea artistică. În timp clădirea și-a pierdut funcția inițială, devenind în așteptarea unei soluții loc de bâlci, circ și sediu al unor diferite prăvălioare de umplutură.
În locul unde s-a aflat clădirea – demolată după Primul Război Mondial, a fost ridicat Hotelul Intercontinental.

## Pictura
Panoramele din vrema Războiului de Independență al României reprezentau un mijloc de informare vizuală a cetățenilor, presupunând colaborarea unor artiști specializați tipul de pictură de mai dimensiuni. Acești artiști în general erau capabili de a reînoi cât se putea de repede imaginile, în conformitate cu evoluția evenimentelor. Deși respectivii pictori erau în general mediocri și valoarea artistică a picturilor era minimă, publicul panoramelor era unul constant și entuziast, iar apariția unai noi picturi era însoțită de o reclamă corespunzătoare în presă.
Aproape un sfert de secol mai târziu, tematica Războiului de Independență încă mai putea determina interes și panoramele erau căutate în continuare, drept pentru care în iunie 1899 o pictură care a reprezentat cucerirea redutei Grivița la 30 august 1877 a fost expusă de către pictorii Ludwig Putz (austriac vienez, dar cu studii la München), Hans Neumann (pictor gravor münchenez), precum și de către pictorii Kreger, Frosch și Rorsh. Reclama care a însoțit pictura a descris-o pe aceasta ca fiind un tablou circular colosal executat de renumiți pictori. Expoziția era deschisă de la 9 dimineața la 9 seara și prețul de intrare era 1 leu, redus la jumătate în cazul școlarilor, studenților, copiilor și militarilor cu grade inferioare.